# فتاة القيروان
فتاة القيروان هي رواية تاريخية غرامية ل جورجي زيدان,  تدخل ضمن سلسلة روايات تاريخ الإسلام. يتناول فيها زيدان الوقائع التاريخية لظهور دولة الفاطميين و توسعها في إفريقيا من خلال قصة حب رومانسية. تُعدِد الرواية مناقب جوهر الصقلي وقائده المعز لدين الله الفاطمي، كما تتناول سقوط الدولة الإخشيدية إثر انغماس حكامها في الترف واستبدادهم بالرعية وانقسام جندهم. كما تقدم الرواية وصفا لأخلاق برابرة إفريقيا وعاداتهم في ذلك الوقت.  

## ملخص قصة فتاة القيروان
جرت أحداث رواية «فتاة القيروان» في القرن الرابع للهجرة أيام خلافة المعز لدين الله الفاطمي
وفتاة القيروان هي لمياء الحسناء الباسلة، والفارسة الشجاعة، ابنة الأمير حمدون
سليل آل مدرار صاحب سجلماسة الذي أُخذ وذهبت دولته على يد
المعز لدين الله الفاطمي وقائده جوهر الصقلي.
بدأت أحداث الرواية عندما أُرسلت لمياء إلى قصر المعز بعد أن طلب القائد جوهر
تزويجها لابنه الحسين رغبة في اكتساب ود أبيها ، لكنها لم تكن موافقة فهي
عالقة القلب بسالم خطيبها ابن أخ أبي حامد صديق والدها ،
على أن هذين الأخيرين (والدها وأبو حامد) وافقا على ذهابها رغبة منهما
في التخلص من المعز وقائده عن طريقها.
لكن لمياء بعد أن عاشرت المعز وزوجه أم الأمراء وعرفت عظمته رفضت ما اقترحه عليها
والدها وأبو حامد ، فوافق أبوها بعدما رأى احتفاء المعز به وتقريبه له،
على أن أبو حامد أظهر الرضوخ لكنه أضمر أن يتم ما خطط له وصمم على
قتلهم جميعا في يوم واحد
فلم ينج والد لمياء في حين نجت هي وتدخلت في اللحظة الأخيرة وحالت دون
تسميم المعز وقائده وذلك بعد أن وقعت في يدها رسالة اكتشفت من خلالها
أن خطيبها سالم لم يحبها وإنما كان هو وعمه يستغلانها لتمهيد السبيل لقتل المعز وقائده.
بعد وفاة والد لمياء واكتشافها خيانة سالم قررت أن توطن النفس على خدمة
المعز والانتقام لموت والدها من خطيبها الخائن وعمه، وكانت قد بدأت تميل
إلى الحسين بن جوهر بعد أن لمست نبله وأخلاقه في عدة مواقف،
فتعاهدت معه على رفع راية المعز في مصر بعد فتحها وتواعدا على الزواج في
قصر المعز بالفسطاط على ضفاف نهر النيل.
باحت لمياء بسر المال المخبأ من قبل أعداء الدولة الذين كانوا قد
جمعوه لقلب الدولة الفاطمية فذهب الحسين في أثره ، بينما قررت هي الذهاب
إلى مصر واستقصاء أحوالها وإرسال الأخبار للمعز، وهناك شهدت وفاة
كافور الإخشيدي وتضعضع أحوال مصر بعده ، بعدها دخلت بحيلة
قصر زينب بنت الإخشيد وتقربت منها.
لم يأل أبو حامد وسالم جهدا في جمع الأموال والرجال لقلب دولة المعز غير أن
سعيهما ذهب هباء بعدما أفسد الحسين مخططهما واستولى على المال المخبأ
وأرسله للقيروان ، غير أنه وقع أسيرا وشاءت الصدف أن يأتوا به إلى قصر
زينت بنت الإخشيد أين سعت لمياء في نجاته.i
في هذا الوقت كان جوهر يسير بجند المعز إلى مصر، وبعدما رأى المصريون أن
قهر القائد جوهر وجند المعز من المحال سلموا له المدينة فأعطاهم الأمان
ثم اجتمع بولده الحسين ولمياء وتحققت نبوءتها حول النصر واللقاء في الفسطاط،
أما ذلك الخائن أبو حامد فإنه لما تحقق أن كيده رد إلى نحره لم يحتمل أن يؤخذ
أسيرا أو يقتل على يدي الحسين فقام بقتل سالم ثم أجهز على نفسه.
وانتهت الرواية بمجيء المعز لمصر وبنائه لمدينة القاهرة ثم عقده لقران الحسين ولمياء.